# 井上夕雅
井上 夕雅（いのうえ ゆうが、1999年7月4日 - ）は、日本のプロボクサー。兵庫県伊丹市出身。第4代日本フライ級ユース王者。真正ボクシングジム所属。かつては尼崎亀谷スポーツボクシングジムに所属していた。

## 来歴
2016年8月13日のプロデビュー戦は4回判定勝ち。
2017年西軍ミニマム級新人王として、東軍代表赤羽根烈を相手に4回3-0（39-37×3）判定勝ちを収めて全日本新人王を獲得した。翌2018年11月10日に後楽園ホールで行われた「DANGAN216」にて石澤開と初代日本ミニマム級ユース王座決定戦を行い、6回46秒TKO負けでプロ初黒星を喫してユース王座獲得はならなかった。
そして2021年、真正ボクシングジムに移籍。同年11月20日に神戸サンボーホールで森青葉と日本フライ級ユース王座決定戦を行い、8回2-0（76-76、77-75、79-73）の判定勝ちを収めて日本ユース王座獲得に成功。
また2022年9月3日にエディオンアリーナ大阪第二競技場で行われた「駅近ドットコムプレゼンツ三田から世界へ19」にて加納陸とWBOアジアパシフィックフライ級王座決定戦を行い、12回0-3(112－116、113－115、113－115)の判定負けを喫してWBO王座獲得はならなかった。同年12月6日付で日本ユース王座を返上した。
2024年4月6日、後楽園ホールにて行われた「WHO’S NEXT DYNAMIC GLOVE on U-NEXT」で、日本フライ級王者の飯村樹輝弥と日本フライ級タイトルマッチを行い、9回1分28秒KO負けを喫し、タイトル奪取に失敗した。

## 獲得タイトル
- 2017年度全日本ミニマム級新人王
- 第4代日本フライ級ユース王座（防衛0=返上）

## 戦績
- プロボクシング - 20戦15勝4敗1分（3KO）

| 戦           | 日付           | 勝敗 | 時間    | 内容    | 対戦相手                | 国籍     | 備考                                                                         |
| ------------ | -------------- | ---- | ------- | ------- | ----------------------- | -------- | ---------------------------------------------------------------------------- |
| 1            | 2016年8月13日  | ☆    | 4R      | 判定3-0 | 高田祈斉（大阪帝拳）    | 日本     | プロデビュー戦                                                               |
| 2            | 2016年12月23日 | ☆    | 4R      | 判定3-0 | 嘉数力（ロマンサ）      | 日本     |                                                                              |
| 3            | 2017年3月26日  | ☆    | 4R      | 判定3-0 | 太田アレックス（西遠）  | ブラジル |                                                                              |
| 4            | 2017年7月29日  | ☆    | 4R      | 判定3-0 | ぴょん拓也（六島）      | 日本     | 2017年度西日本ミニマム級新人王準決勝                                         |
| 5            | 2017年9月17日  | ☆    | 5R      | 判定3-0 | 山中大貴（真正）        | 日本     | 2017年度西日本ミニマム級新人王決勝戦                                         |
| 6            | 2017年11月12日 | △    | 5R      | 判定1-1 | 仲島辰郎（平仲）        | 日本     | 2017年度ミニマム級新人王西軍代表決定戦 ※優勢点により新人王決定戦の出場権獲得 |
| 7            | 2017年12月23日 | ☆    | 4R      | 判定3-0 | 赤羽根烈（宇都宮金田）  | 日本     | 2017年度全日本ミニマム級新人王決定戦                                         |
| 8            | 2018年5月3日   | ☆    | 5R 2:59 | TKO     | 須藤大介（三迫）        | 日本     |                                                                              |
| 9            | 2018年11月10日 | ★    | 6R 0:46 | TKO     | 石澤開（M.T）           | 日本     | 日本ユース・ミニマム級王座決定戦                                             |
| 10           | 2019年8月10日  | ☆    | 6R      | 判定2-1 | 亀山大輝（ワタナベ）    | 日本     |                                                                              |
| 11           | 2019年11月24日 | ☆    | 8R      | 判定3-0 | 村上勝也（薬師寺）      | 日本     |                                                                              |
| 12           | 2020年8月14日  | ☆    | 8R      | 判定2-1 | 見村徹弥（千里馬神戸）  | 日本     |                                                                              |
| 13           | 2020年12月13日 | ★    | 8R      | 判定0-3 | 冨田大樹（ミツキ）      | 日本     |                                                                              |
| 14           | 2021年6月6日   | ☆    | 2R 2:13 | TKO     | コンドル稲葉（P渡久地） | 日本     |                                                                              |
| 15           | 2021年11月20日 | ☆    | 8R      | 判定2-0 | 森青葉（泉北）          | 日本     | 日本ユース・フライ級王座決定戦                                               |
| 16           | 2022年3月19日  | ☆    | 8R      | 判定2-0 | 浅海勝太（ハラダ）      | 日本     |                                                                              |
| 17           | 2022年9月3日   | ★    | 12R     | 判定0-3 | 加納陸（大成）          | 日本     | WBOアジアパシフィックフライ級王座決定戦                                      |
| 18           | 2023年4月16日  | ☆    | 3R 3:01 | KO      | 松岡新（大成）          | 日本     |                                                                              |
| 19           | 2023年12月3日  | ☆    | 8R      | 判定3-0 | 小坂駿（SUN-RISE）      | 日本     | 日本フライ級最強挑戦者決定戦                                                 |
| 20           | 2024年4月6日   | ★    | 9R 1:28 | KO      | 飯村樹輝弥（角海老）    | 日本     | 日本フライ級タイトルマッチ                                                   |
| テンプレート |                |      |         |         |                         |          |                                                                              |